# Elecster
Elecster Oyj est une société finlandaise qui conçoit, fabrique et commercialise une ligne de traitement et d'emballage aseptique pour le lait UHT et les matériaux d'emballage associés.

## Présentation
La société Elecster a son siège social et ses usines à Kylmäkoski, Reisjärvi  en Finlande.
Ses filiales sont à Toijala en Finlande, Tallinn en Estonie, Saint-Pétersbourg en Russie, Tianjin en Chine et Nairobi au Kenya.
L'une des filiales d'Elecster est le fabricant de papier peint  Sandudd Oy de Toijala à Akaa .

## Organisation
À la fin de 2018, le groupe Elecster Oyj est formé de la société Elecster Oy et des filiales suivantes:
- en Finlande : Sandudd Oy, Oy Finvac Automation Ltd, Oy Finvenla Ldt
- Estonie : A/S Eesti Elecster ja Elecster Baltic OÛ
- Russie : OOO Finnpack, OOO Finnpack Systems, OOO Finnpack Upakovka, OOO Elecster
- Kenia : Elecster Kenya Limited
- Chine : Elecster (Tianjin) Dairy Machinery Ltd, Elecster (Tianjin) Aseptic Packaging Co.Ltd

## Actionnaires
Au 31 décembre 2018, les plus grands actionnaires d'Elecster sont:
| #  | Actionnaire                   | Actions série A | Actions série K | %       |
| -- | ----------------------------- | --------------- | --------------- | ------- |
| 1  | Finha Capital Oy              | 509 179         | 520 000         | 27,46 % |
| 2  | Okuli Oy                      | 70 000          | 957 920         | 27,42 % |
| 3  | Irma Halonen                  | 3 700           | 388 760         | 10,47 % |
| 4  | Tam-Kraft Oy                  | 123 404         |                 | 3,29 %  |
| 5  | Mandatum Life                 | 117 000         |                 | 3,12 %  |
| 6  | Mandatum Life Unit-Linked     | 100 000         |                 | 2,67 %  |
| 7  | Mikko Määttä                  | 80 000          |                 | 2,13 %  |
| 8  | Nordea Henkivakuutus Suomi Oy | 50 000          |                 | 1,33 %  |
| 9  | Kauko Korte                   | 44 114          |                 | 1,18 %  |
| 10 | Jukka Halonen                 | 11 950          | 26 280          | 1,02 %  |